# Дворцов, Анатолий
Анатолий Г. Дворцов (род. 1941) — советский футболист, нападающий, полузащитник.
С 1961 года — в составе «Динамо» Ленинград. В 1962—1963 годах провёл за команду в чемпионате СССР 31 матч, забил два гола. В 1964 году в классе «Б» сыграл два матча. Выступал за «Автомобилист» Ленинград (1965), «Балтику» Калининград (1966), «Сатурн» Рыбинск (1967—1971), «Скороход» Ленинград (1972—1973).